# Sinan Akdag
Sinan Akdag (Rosenheim, 5 novembre 1989) è un hockeista su ghiaccio tedesco.

## Palmarès

### Olimpiadi invernali
- 1 medaglia:
  - 1 argento (Pyeongchang 2018)